# Parabola GNU/Linux-libre
Parabola GNU/Linux-libre é um projeto de software livre que tem como objetivo fornecer uma versão do Arch Linux completamente livre, com pacotes otimizados para i686, x86_64 e mips64. O Parabola pretende que as ferramentas de sua gestão e os pacotes sejam simples, e o controle total do sistema seja feito com aplicações totalmente livres. A Free Software Foundation lista o Parabola como um sistema operacional totalmente livre.
O desenvolvimento centra-se na simplicidade do sistema, a inclusão da comunidade no desenvolvimento e o fornecimento dos pacotes mais recentes em software livre.

## História
O Parabola foi originalmente uma ideia dos membros do canal de IRC em inglês da gNewSense em 2009. Nesse mesmo ano, se juntaram membros de diferentes comunidades do Arch Linux, especialmente da língua espanhola, e pessoas de mais países tem contribuído tanto no desenvolvimento como na manutenção do software e da documentação. Hoje, a comunidade do Parabola está espalhada internacionalmente.
Em 20 de maio de 2011, o Parabola foi aceito como uma distribuição completamente livre pelo projeto GNU, tornando-se parte de sua lista de distribuições do GNU/Linux livres.

## Diferenças com o Arch Linux
O projeto se caracteriza por oferecer apenas conteúdo de software totalmente livre nos repositórios oficiais do Arch para as arquiteturas i686 e x86_64, além de proporcionar substitutos livres, quando for possível, como no caso do kernel Linux-libre em vez do Linux.
O processo de filtragem remove dos repositórios cerca de 400 pacotes de software que não cumprem as quatro liberdades do software por cada arquitetura.
Desde o início de 2011, está sendo desenvolvida uma versão de distribuição orientada para computadores que utilizam processadores Loongson, que é um derivado da arquitetura MIPS de 64 bits. Este desenvolvimento é realizado inteiramente pelo projeto da comunidade.

## Características
Assim como no Arch Linux, Parabola usa o gerenciador de pacotes Pacman, e também é caracterizado por ser rolling release, ou seja, é uma distribuição que é constantemente atualizada, de modo que os usuários tenham sempre a versão mais recente do sistema.
Há duas formas de obtê-lo, seja por imagens ISO instaláveis ou migrando de um sistema do tipo Arch Linux que tenha sido instalado anteriormente, e modificando a lista de repositórios pelas do Parabola.
A maioria de seus pacotes são comprimidos usando o formato XZ, que usa o algoritmo LZMA.